# توماس تشافيلد
توماس تشافيلد (بالإنجليزية: Thomas Chatfield)‏ هو محامي وقاضي أمريكي، ولد في 4 أكتوبر 1871، وتوفي في 24 ديسمبر 1922.